# 닐 블레드소
닐 블레드소(Neal Bledsoe, 1981년 3월 26일 ~ )는 캐나다의 배우, 영화배우, 텔레비전 배우이다.
토론토에서 태어났다.

## 방송
- 아이언 사이드

## 영화
- 웨스트 엔드 (2014년)
- 아마츄어 (2013년)
- 아이언 사이드 (2013년)
- 아더 히스토리 (2012년)
- 특수기동대: 악의 말살 (2012년) - 도날드 역
- 어 키스 포 제드 우드 (2010년) - 제드 우드 역
- 섹스 앤 더 시티 2 (2010년)
- 레볼루셔너리 로드 (2008년) - 파티 손님 역
- 어글리 베티 (2006년)
- 애즈 더 월드 턴즈 (1956년)
- 가딩 라이트 (1952년)